# Kisfaludy Károly Gimnázium
A Kisfaludy Károly Gimnázium a Baranya vármegyei Mohács mindmáig egyetlen, 1935-ben alapított gimnáziuma, amely 1947 óta viseli ma ismert nevét. Ma ismert helyén, a barokk stílusú volt püspöki kastélyban 1936 óta folyik tanítás.

## Története
Mohács városa első ízben 1816-ban kapott engedélyt Ferenc magyar királytól arra, hogy négyosztályos algimnáziumot létesítsen, amely végül 1817–1848 között működött a mai belváros Duna-parthoz közel eső részén, a Boldog Gizella Katolikus Általános Iskola helyén (Szabadság utca 2.). Miután megszűnt, a településnek majd egy évszázadon át nem volt középfokú oktatási intézménye. A város északnyugati részén álló ferences zárda szerzetesei 1929-ben vetették fel annak lehetőségét, hogy a közelben álló, elhanyagolt állapotú egykori püspöki rezidenciát ferences gimnázium céljaira vegyék használatba. Megfelelő anyagi eszközök azonban nem álltak rendelkezésükre, így a városvezetés Margitay Lajos polgármesterrel az élen átvette a kezdeményezést.
Tervpályázatot tűztek ki a barokk épület átalakítására, és 1934-ben meg is indultak az építési munkálatok, de mielőtt még befejeződhettek volna, 1935. július 25-én a városi képviselőtestület határozatot hozott a Mohács Városi Gimnázium megalapításáról. Szeptember 21-én Kuzmics Ferenc igazgatósága alatt mindössze három tanárral felállt az első tantestület (Gaál Endre, Hites Ferenc, Simon Vendel), és az oktatás két osztállyal megindult. Az első tanév óráira még a közeli dobozgyár épületében került sor, mígnem 1936-ban elkészültek a püspöki kastély felújításával. A második tanévben már négy, az 1938/1939-es tanévben pedig már mind a nyolc évfolyamra jutott egy-egy osztály, s a tantestület is gyorsan gyarapodott (Környei Vilmos, Kövesi József, Bán Lajos, Erdőhelyi Kálmán, Mudrány István).

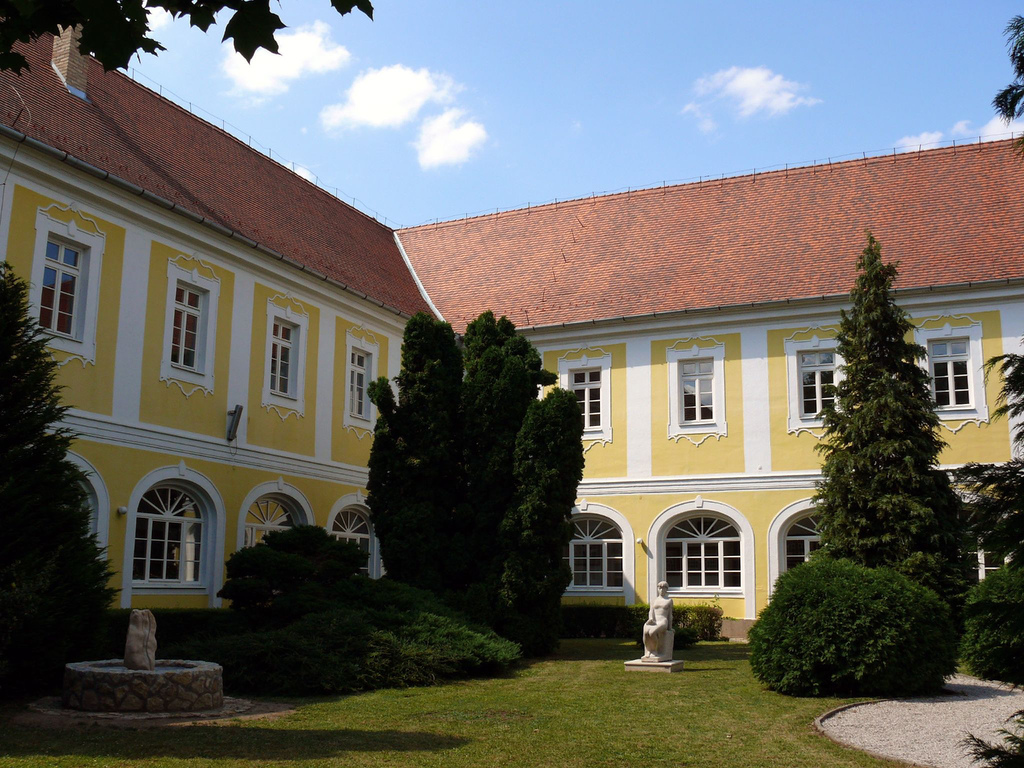
A gimnázium belső udvara

Az első években reálgimnáziumi tantervet követtek az oktatómunkában, az 1941/1942-es tanévtől azonban már inkább a humaniórák tanítására helyezték a hangsúlyt. A második világháború végén a megszálló németek katonai célokra lefoglalták az épület egy részét, ami jelentősen megnehezítette a folyamatos tanítást. 1944. november 20-án, a Vörös Hadsereg közeledésére a német katonai parancsnokság elrendelte az iskola kiürítését és áttelepítését Tapolcára. A pár nappal később a városba érkezett szovjetek hadi kórházat alakítottak ki az iskola épületében, a városvezetés pedig felszólította a tantestületnek a városban maradt egyik tagját, Kövesi Józsefet, hogy rövid idő alatt szervezze újra az oktatómunkát. 1945. januárban részlegesen, márciusban pedig teljesen helyreállt a tanítás rendje, s a következő tanévtől immár leányokat is felvettek az intézménybe.
Az 1946/1947-es tanévtől, az oktatási reform következményeként az intézmény alsó évfolyamait átvették az általános iskolák, a gimnázium pedig négy osztállyal folytatta a középfokú oktatást. Ugyanebben az évben alakult meg az iskolában a Dózsa György Népi Kollégium, amely a politikai és társadalmi életbe vonta be a diákságot. 1947 őszén a gimnázium felvette Kisfaludy Károly nevét, 1948 nyarán, az államosítást követően pedig állami gimnázium lett.
1963–1970 között az iskola tanterve szakközépiskolai profillal is kibővült, amikor osztályt indítottak növénytermesztési gépészek számára, de különféle tagozatokat is szerveztek: 1958-tól orosz nyelvi, 1964-től fizikai-kémiai, 1973-tól német nyelvi osztályok indultak, de ezeket 1982-ben megszüntették. 1977 februárjában rendezték meg az első, később hagyománnyá váló Kisfaludy-napokat. A magyar és a francia állam között kötött oktatási szerződés értelmében, francia támogatással 1987-ben indult meg az intézményben az ország első és egyetlen, vidéki tanulók számára indított francia két tannyelvű oktatás (ugyanebben az évben indult el a budapesti francia két tannyelvű tagozat is a Kölcsey Ferenc Gimnáziumban fővárosi diákok számára). Az évfolyamonként egy osztállyal indított tagozat ötéves volt: az első esztendőben anyanyelvi (francia, belga) tanárok és emelt nyelvi óraszám segítségével a nyelvet tanulták a diákok, az azt követő négy évben pedig a magyar gimnáziumi tananyagot oktatták francia nyelven. Egy évtized elteltével a két tannyelvű tagozat nem váltotta be a hozzá fűzött reményeket, s a 2000-es években megszűnt.
A diákság létszáma a következőképpen alakult az évtizedek során:
| Tanév     | Létszám | Fiúk | Lányok | A létszám tízéves alakulása |
| --------- | ------- | ---- | ------ | --------------------------- |
| 1935/1936 | 63      | 100% | –      | –                           |
| 1945/1946 | 209     | 85%  | 15%    | +232%                       |
| 1955/1956 | 396     | 47%  | 53%    | +89%                        |
| 1965/1966 | 633     | 34%  | 66%    | +60%                        |
| 1975/1976 | 462     | 29%  | 71%    | –37%                        |
| 1985/1986 | 341     | 30%  | 70%    | –35%                        |

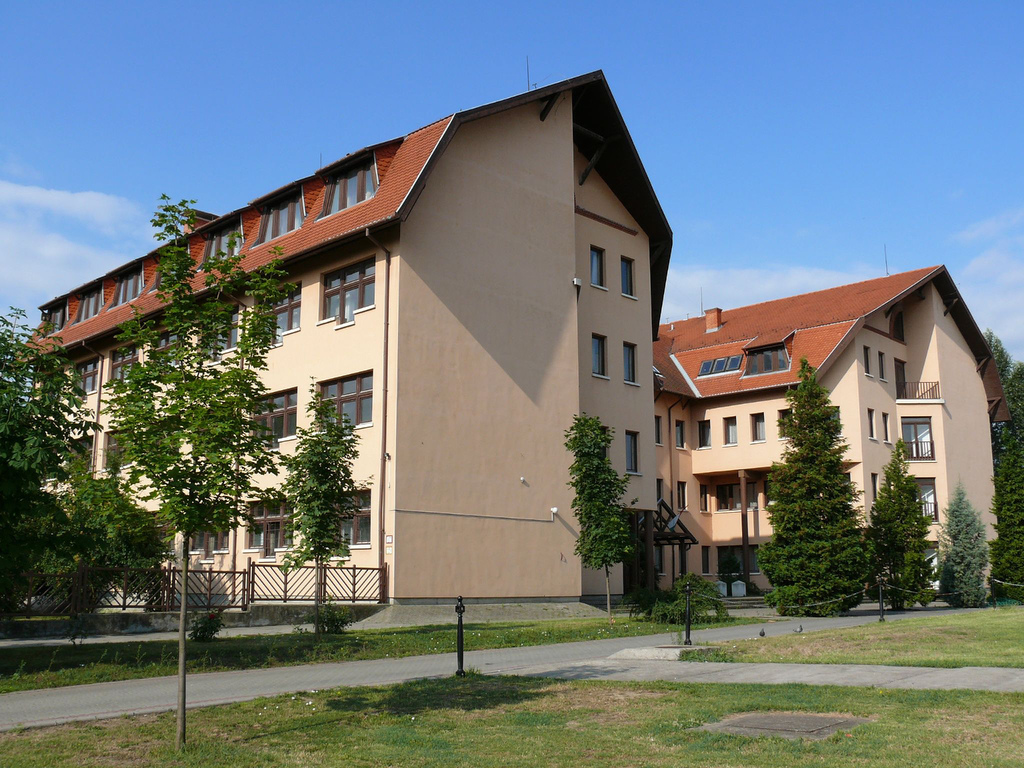
A Petőfi Sándor Kollégium 1989-ben átadott épülete

Noha kezdetektől voltak a gimnáziumnak bentlakó diákjai, elhelyezésükre kezdetben a gimnáziumépület déli, majd északi szárnyában került sor. Az 1940-es évek végétől mind nagyobb gondot okozott a diákok elszállásolása, és időről időre más-más bérleményben rendezték be az internátust. Végül 1963 őszén avatták fel a gimnázium bentlakó diákjainak állandó elhelyezésére szolgáló Petőfi Sándor Kollégiumot a gimnáziumtól mindössze 400 méterre, a Kossuth Lajos utca 91–95. szám alatt (az épületet azóta lebontották, ma Penny Market áll a helyén). A kollégiumba 1978-tól nemcsak a gimnázium, hanem a város közép- és szakmunkásképző iskoláinak távolabb lakó tanulóit is felvették. A francia két tannyelvű tagozat 1987-es beindítását, a távolabb lakó tanulóifjúság számának nagyarányú megnövekedését követően épült fel a város nyugati határában, a Hóvirág utca végén, a gimnáziumtól mintegy 800 méterre a modern kollégiumépület. Az épületgépészetileg is korszerűtlen, olajfűtéses, rossz állagú, földszintes, 110 férőhelyes Kossuth utcai kollégium helyett 1989 szeptemberétől ez az épület a gimnázium és a város más iskoláinak internátusa, amelyben külön könyvtár és számítógépterem is található.

### Az iskola igazgatói és nevezetes diákjai
Zárójelben jelöltük a gimnázium igazgatói székében, illetve tanulóként eltöltött éveket.
| Igazgatók - Kuzmics Ferenc (1935–1940) - Hites Ferenc (1940–1945, 1945–1948) - Kövesi József (1945) megbízott igazgató - Harmat György (1948–1959) - Hazafi Jakab (1959–1973) - Madár József (1973–1990) - Cserdi András (1990–2000) - Puppi Julianna (2000–2011) - Nádasdiné Szanyi Judit (2011–2019) - Hahnerné Feth Gabriella (2019–) | Nevezetes diákok - Bánki Erik politikus, országgyűlési képviselő (1984–1988) - Dunai Tamás színművész (1963–1967) - Gábor Éva Mária szobrász (1968–1972) - Láng István agrokémikus, akadémikus (1946–1950) - Mazák Csaba diplomata, bécsi rendkívüli követ és meghatalmazott miniszter (1984–1988) - Ruff Imre kémikus (1953–1957) - Sugár Imre politikus, Somogy megyei tanácselnök (1941–1949) - Tímár Mátyás közgazdász, gazdaságpolitikus |

## Az épület története
A Kisfaludy Károly Gimnázium 1936 óta az egykori pécsi püspöki kastély barokk épületében működik, amely a városból északi irányban kivezető régi 56-os, illetve a Pécsre vezető 57-es út kereszteződésénél, a Szepessy park keleti oldalában fekszik. A kastély építéstörténetéről nem sok adat maradt fenn. Egyes feltételezések szerint már a török hódoltság előtt is állt itt főpapi lakhely, erről tanúskodhat Brodarics István 1527-ben megjelent feljegyzése „a püspöknek a város mellett fekvő házáról”. Ennek helyén építtette fel Berényi Zsigmond pécsi püspök 1740–1743 között a ma ismert kétszárnyas palotát, amely nyári és téli pihenőhelyéül szolgált.  A munkát azonban teljes egészében nem fejezte be, erre utal a főkapu felett ma is olvasható, latin nyelvű felirat: „Structore Sigismundo Berenio Patruo | 1743 | Paulo Eszterhazio eius nepote opus coronante”, azaz „Az előd, Berényi Zsigmond tervezte | 1743 | az utód, Eszterházy Pál fejezte be”. Tekintetbe véve Eszterházy Pál László egyházmegyei főpásztorságának idejét, végleges formáját tehát 1787–1799 között nyerhette el az épület. Ekkorra már egész városrész alakult ki a püspöki rezidencia körül, amelyet a korabeli városlakók Új-Mohács vagy Külső-Mohács néven ismertek. A kastély környezetében, szalagtelkeken sorakozó sváb gazdálkodók házai között állt a ma is látható Püspök- vagy Szent Kereszt-templom (1742) a plébániával, valamint a ferences templom és zárda (1771).

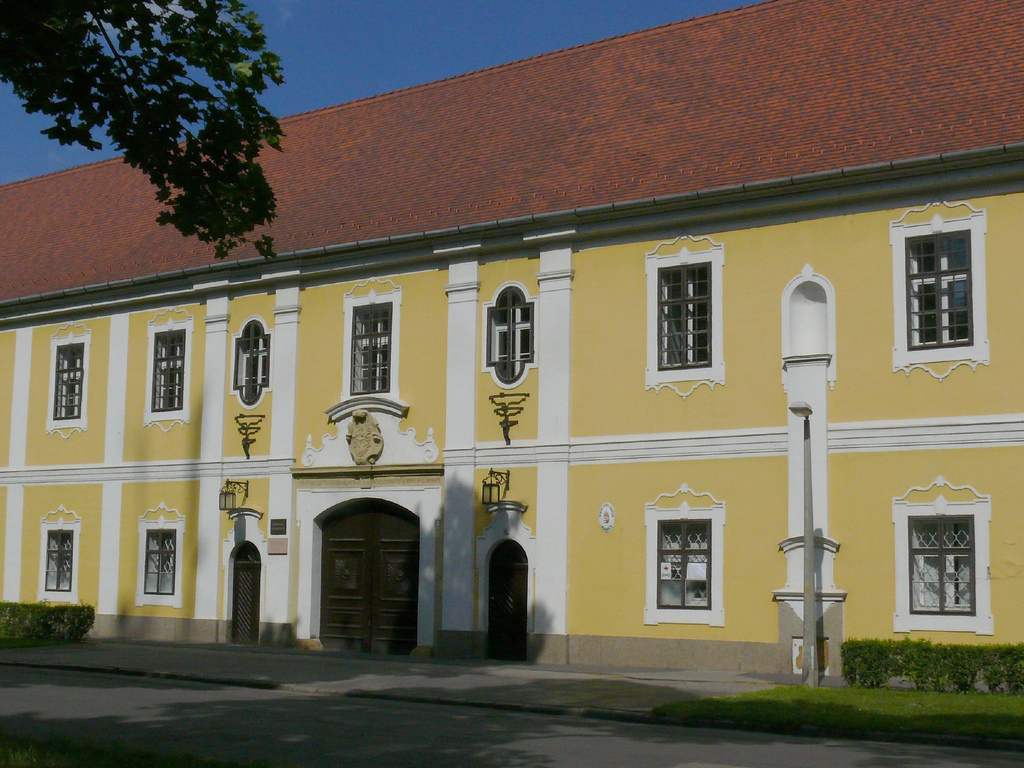
A kastélyépület középrizalitja a főkapuval

Az 1830-as években – a parknak nevet adó Szepesy Ignác püspöksége alatt – Mohács szabadalmas város lett, a püspöki függőség megszűnt, és az épület állaga is jelentősen leromlott. Az 1880-as években merült fel először, hogy a város saját céljaira megvásárolhatná a kastélyt, s a szerződés nyélbe ütése után, 1883-tól a volt püspöki rezidencia telekkönyvi hatóságként és járásbíróságként működött tovább, illetve a kastélyhoz tartozó területen, a mai MTE-pálya helyén egy laktanyát is felépítettek. A kétszárnyú kastélyban a hivatali helyiségek mellett idővel múzeumi bemutatóterem, népkonyha és tisztviselői lakás is helyet kapott. Az 1920-as évekre már inkább gondot okozott, semhogy hasznot hajtott volna a városvezetésnek a nagy költséggel fenntartható épület, így a helyi sajtóban megindult egyfajta társadalmi párbeszéd az épület lehetséges hasznosítási módjairól.
1929-ben a közeli ferences templom szerzetesei vetették fel egy ferences gimnázium megszervezésének ötletét, de pénzük nem volt a kivitelezésre, így kezdeményezésüket a városvezetés tette magáévá. 1934-ben Visy Zoltán tervei alapján kezdetét vette az átalakítás, a homlokzatot felújították, a fazsindelyes tetőt cseréppel váltották fel, a nyílászárókat kicserélték és a helyiségeket is alkalmassá tették a tantermek befogadására. Noha az első tanév 1935 szeptemberében indult, az új iskolaépületet csak egy évvel később foglalhatták el tanárok és diákok. 1937-ben a déli szárnyban kezdetét vette a tornaterem és az internátus kialakítása.
A gimnáziumi épület történetének első nagyobb szabású külső-belső felújításra 1946-ban, majd 1977–1982-ben került sor, legutóbb az 1990-es évek közepén festették újra a gimnázium homlokzatát és cserélték ki az ablakokat.

## Az épület építészeti képe

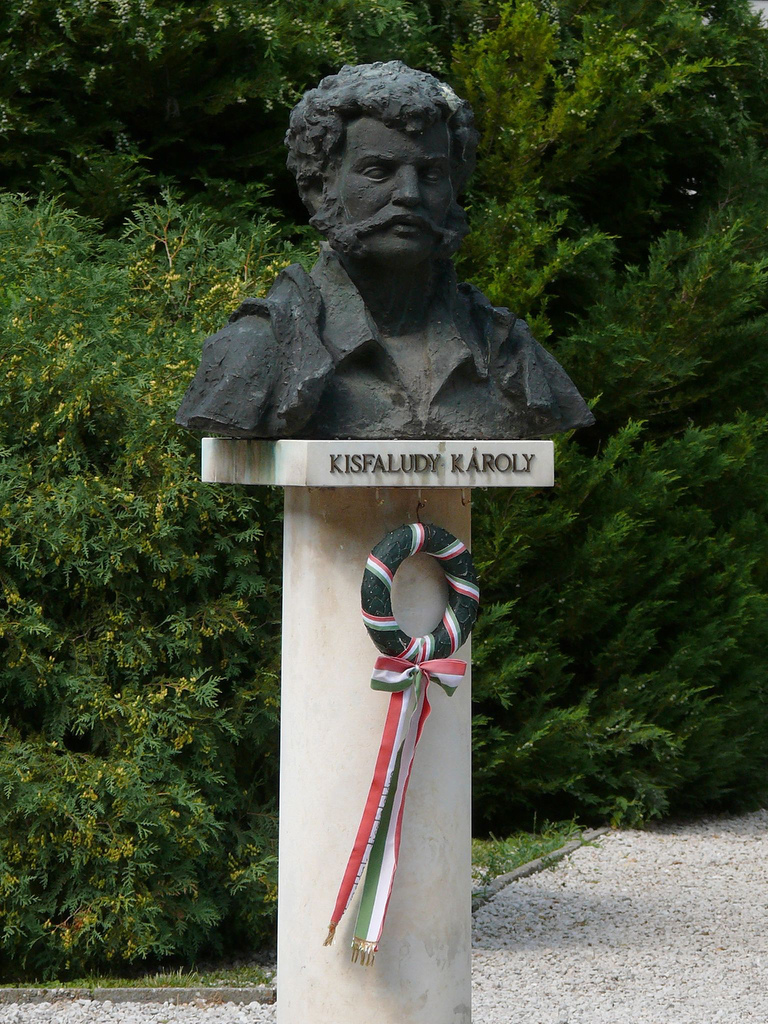
Kisfaludy Károly szobra a gimnázium udvarán

A volt püspöki rezidencia épülettömbje a 18. századi magyarországi barokk építészet jól ismert hagyományait követi. Az egyemeletes kastély nyugati főhomlokzata szélesen, 84 méteren terül el a Szepessy park peremén. Középrizalitja nem emelkedik ki a homlokzat síkjából, de az ott található, a klasszicizmus korai hatását érzékeltető visszafogott díszítőelemek, a vakolatból kiemelt pilaszterek, a volutaszalag, a Berényi-címer és a két, íves bejárati ajtótól közrefogott, impozáns főkapu hangsúlyossá teszik. A kastély épületét nyeregtető koronázza.
A fa főkapun át jutunk a keresztboltozatos, vaskos oszlopokkal tagolt, az udvar felé nyitott aulába. Innen indulnak két irányban a szintén keresztboltozatos földszinti folyosók, illetve az emeletre vezető lépcsőház. Az osztálytermek, illetve a földszinti folyosó északi részén helyet kapó hivatali helyiségek, tanári szobák tengelyre fűzve sorakoznak egymás után, a földszinti osztálytermek némelyikében fiókos dongaboltozatot figyelhetünk meg. Bár a földszinti folyosók az 1934-es Visy-féle tervek szerint árkádosak lettek volna, végül barokkos hangulatú kosáríves ablakokkal zárták le.
Az udvar mai képe nagyrészt az 1983–1984-es tereprendezésnek köszönhető, ekkor alakították ki déli végén a színpadot, északi részében az ösvényekkel tagolt gyepet, amelynek közepén 1985. szeptember 21-én Gábor Éva Mária alkotása, Kisfaludy Károly mellszobra kapott helyet. 2005-ben a Szepessy parkból a gimnázium udvarába helyezték át ifjabb Fekete Géza Leányka könyvvel című szobrát, 2007 májusában pedig Balázs Balázs Nővirág című kompozíciója kapott itt helyet. Az udvart a gimnázium kiszolgáló helyiségei keretezik (konyha, ebédlő, karbantartóműhely stb.)

## Külső hivatkozások
- Képek a gimnáziumról
- Szobrok a gimnázium udvarán